# Glacier du Casque
Le glacier du Casque est un glacier suspendu, dans les Pyrénées. Il est situé dans le massif du Mont-Perdu au cœur du cirque de Gavarnie, sur le versant nord de la frontière franco-espagnole, dans le département français des Hautes-Pyrénées en Occitanie.

## Géographie
Le glacier du Casque s'accroche sur un gradin du cirque de Gavarnie, et est surplombé par le Casque du Marboré. Il est surplombé par deux plaques de glace résiduelles qui étaient liées au glacier principal en 1850. Il est situé sur le même gradin que le glacier de la Brèche de Roland, auquel il était relié au petit âge glaciaire.
Ses eaux de fonte alimentent le gave de Gavarnie.

## Histoire
Lors du petit âge glaciaire, le glacier du Casque était lié au glacier de la Brèche de Roland. Sa longueur maximale était de 375 mètres (en comptant les plaques de glace supérieures auxquelles il était relié) et il s'avançait jusqu'au bord du gradin rocheux d'où il vêlait de nombreux séracs. Les photographies anciennes montrent en effet un glacier très épais et très crevassé.
Le glacier se sépare du glacier de la Brèche de Roland avant le tournant du XXe siècle. La perte d'épaisseur isole au même moment les plaques de glace résiduelles sur le gradin supérieur.
Jusqu'au milieu des années 1980, le glacier était encore très épais et crevassé, et s'avançait toujours jusqu'au rebord du gradin rocheux d'où il vêlait des séracs.
La fonte a été beaucoup plus intensive ensuite. Son étendue s'est réduite à 0,03 km2 en 2020 (en comptant les plaques de glaces supérieures). Il a reculé sur le gradin rocheux et présente un front plat typique d'un glacier en décrue. Actuellement, de petites crevasses transversales sur le corps principal du glacier attestent d'une dynamique de mouvement encore présente.